# Ton (dźwięk)

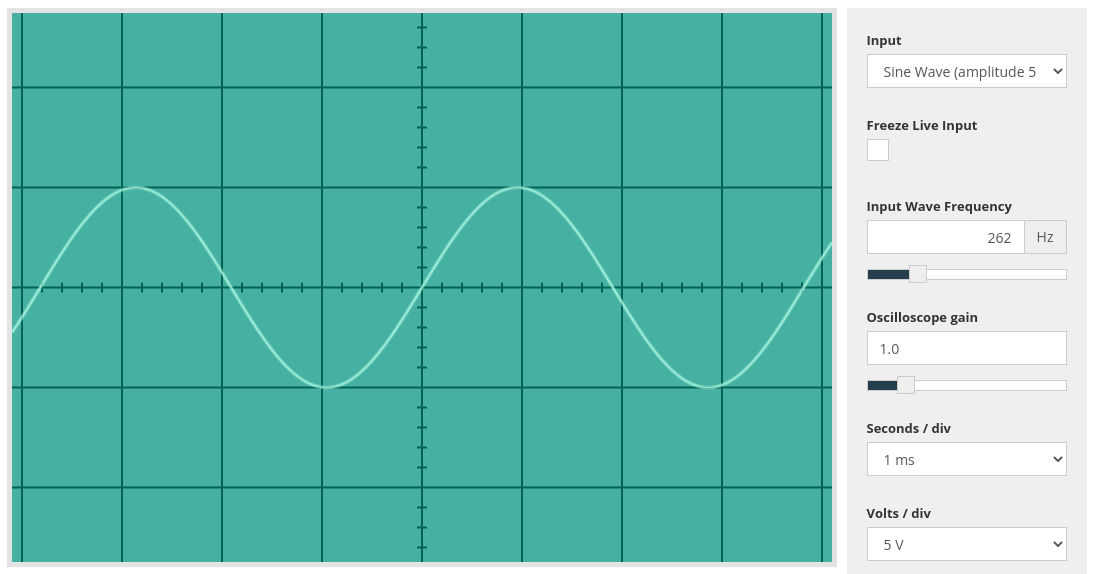
Oscylogram dla dźwięku c¹ o częstotliwości 262 Hz

Ton, ton prosty – dźwięk prosty, mający sinusoidalny przebieg o ściśle określonej częstotliwości, amplitudzie i fazie. Dźwięk taki można wytworzyć przy pomocy kamertonu lub generatora elektroakustycznego.
Ton to także inne określenie składowej harmonicznej. Każdy dźwięk (w rozumieniu akustyki) składa się z tonów. Większość instrumentów muzycznych wytwarza dźwięki składające się ze znacznej ilości tonów prostych o różnym natężeniu i częstotliwości, będącej wielokrotnością tonu podstawowego (tworzących szereg harmoniczny). Barwa dźwięku zależy od natężenia występujących w nim tonów prostych lub pewnych pasm częstotliwości.

## Podział
Ze względu na częstotliwość przyjął się podział na:
- basy (ang. bass), czyli tony niskie o częstotliwościach od ok. 5 do ok. 200 Hz,
- tony średnie (ang. mid-tones) od ok. 200 do ok. 2000 ~ 3000 Hz,
- soprany (ang. treble), czyli tony wysokie o częstotliwościach od ok. 2000 ~ 3000  Hz do 100 kHz.

Przy czym pasmo słyszalne przez człowieka to zakres od 16 Hz do 20 kHz.

## Tabela częstotliwości tonów
| Nazwa tonu | Częstotliwość (Hz) |
| ---------- | ------------------ |
| h          | 246,9              |
| c1         | 261,63             |
| cis1       | 277,18             |
| d1         | 293,66             |
| dis1       | 311,13             |
| e1         | 329,63             |
| f1         | 349,23             |
| fis1       | 369,99             |
| g1         | 392,00             |
| gis1       | 415,30             |
| a1         | 440,00             |
| ais1       | 466,16             |
| h1         | 493,88             |
| c2         | 523,25             |
| cis2       | 554,4              |
| d2         | 587,3              |
| dis2       | 622,3              |
| e2         | 659,3              |
| f2         | 698,5              |
| fis2       | 740,0              |
| g2         | 784,0              |
| gis2       | 830,6              |
| a2         | 880,0              |
| ais2       | 932,3              |
| h2         | 987,8              |
| c3         | 1046,5             |
| cis3       | 1108,7             |
| d3         | 1174,7             |
| dis3       | 1244,5             |
| e3         | 1318,5             |
| f3         | 1396,9             |
| fis3       | 1480,0             |
| g3         | 1568,0             |